# Église Sainte-Marie et de l'Assomption de Wassigny
Pour les articles homonymes, voir Église Sainte-Marie-de-l'Assomption.
L'église Sainte-Marie-et-de-l'Assomption de Wassigny est une église située à Wassigny, en France.

## Localisation
L'église est située sur la commune de Wassigny, dans le département de l'Aisne.